# Il magico regno di Landover
Il magico regno di Landover è il primo libro del ciclo di Landover scritto da Terry Brooks, appartiene al genere fantasy. Narra la storia di come Ben Holiday, avvocato di Chicago, diventa re di Landover, un regno magico parallelo.

## Trama
Ben Holiday è un avvocato di successo, ma depresso dopo la perdita della moglie Annie, che era incinta, avvenuta due anni prima degli eventi narrati nel romanzo. Una sera trova su un catalogo natalizio di un centro commerciale la pubblicità di un regno magico in vendita per un milione di dollari da un uomo di nome Meeks. Sebbene inizialmente scettico, Ben decide di comprare il regno perché sente il bisogno di iniziare una nuova vita. Ben riceve da Meeks le istruzioni ed un medaglione magico che lo trasporteranno a Landover attraverso una nebbia turbinante. Una volta giunto a Landover, Ben viene accolto dal mago di corte, Questor Thews, il quale lo porterà al castello del re di Landover, Sterling Silver. Il mago di corte spiega a Ben che Landover è un mondo di collegamento con altri mondi, come la Terra, circondato dalla Nebbia Fatata abitata da creature fatate che crearono Landover e sono a guardia dei passaggi fra i vari mondi. Ben non troverà Landover come descritta nella pubblicità. Landover non ha un vero re da 20 anni. Il figlio del vecchio re non volle essere incoronato e decise di scappare sulla Terra con il precedente mago di corte, Meeks (che è anche fratellastro di Questor Thews). Per vent'anni vendettero il regno a dozzine di persone, ma nessuna di esse riuscì a essere re per più di qualche mese. Inoltre, il re era protetto dal Paladino, il magico cavaliere del re, ora scomparso dopo la morte del vecchio re.
Ben, giunto al castello scopre di avere solo quattro servitori: il mago di corte pasticcione Questor Thews, lo scrivano di corte Abernathy (trasformato in cane da una magia maldestra di Questor Thews) e due coboldi, di nome Bunion e Parsnip. Dopo una settimana avviene l'incoronazione, ma solo pochissima gente assiste ad essa e Ben decide di andare personalmente dai vari popoli del regno di Landover a chiedere il giuramento di fedeltà al re.
Consigliato dal mago di corte Ben si reca per primo dai signori della Pianura, i più potenti signori del regno. L'incontro non è positivo: i signori della Pianura giureranno fedeltà al re solo quando Ben riuscirà a scacciare il drago Strabo (il drago devasta i possedimenti dei signori della Pianura). Allora Ben decide di andare dal Signore del Fiume che vive a Elderew col suo popolo di creature fatate (elfi, ninfe, naiadi, folletti) provenienti dalla Nebbia Fatata e divenute umane. Anche il Signore del Fiume impone dei vincoli al giuramento: anche gli altri popoli di Landover si dovranno impegnare a fermare l'inquinamento e risanare i fiumi e la terra. Nell'avvicinarsi a Elderew, Ben s'imbatte in Willow, una silfide figlia del Signore del Fiume. Lei afferma che appartiene a Ben, come predetto dalle creature fatate. Inizialmente Ben la respingerà, ma col tempo inizierà ad accettarla ed amarla.
Una volta tornato al castello Ben riceve la visita di Filip e Sot, due gnomi Va' Via, i quali giurano fedeltà al re e gli chiederanno di salvare il popolo degli gnomi dagli orchi delle rupi. Riusciranno a liberare gli gnomi, ma a fatica e anche grazie all'aiuto di Willow. Ben, per poter domare il drago Strabo, decide di andare dalla Strega del Crepuscolo che abita nel Pozzo Infido perché lei potrebbe conoscere una magia per scacciare il drago. La strega manda Ben da solo nella Nebbia Fatata dalle creature fatate a recuperare la Polvere I-O (polvere magica che permette di controllare la persona che la respira per un periodo di tempo) da usare su Strabo per poterlo controllare. Dopo aver superato delle prove, Ben riesce a recuperare la Polvere I-O e ritorna al Pozzo Infido, ma con l'inganno la strega ha mandato tutti i suoi amici ad Abaddon, l'inferno di Landover. La strega cerca di rubare la polvere, ma Ben riesce a bloccare e scacciare nella Nebbia Fatata la strega usando parte della polvere.
Per salvare i suoi amici Ben deve usare il drago, che è una creatura magica molto potente e può recarsi ad Abaddon. Ben si reca alle Fonti di Fiamma dove vive il drago e grazie alla polvere riesce a domare il drago. Con sorpresa di Ben il drago è senziente anche se malvagio. Cavalcando il drago Ben giunge ad Abaddon e salva i suoi amici dai demoni. Ritornato a Landover, Ben libera il drago vietandogli di volare nelle terre di Landover abitate dagli altri popoli.
Alla fine, Ben è sfidato a duello dal Marchio di Ferro, il re dei demoni di Abaddon, per il trono di Landover. Ben, grazie al medaglione, scopre la magia che permette di evocare il Paladino, che altri non è che Ben stesso. Ben, come Paladino (il cavaliere magico), sconfigge il Marchio di Ferro. Dopo la vittoria i Signori della Pianura ed il Signore del Fiume giurano fedeltà al re e Ben Holiday, vero re di Landover, inizia a pianificare progetti per riportare Landover alla precedente gloria.

## Edizioni
- Terry Brooks, Il magico regno di Landover, traduzione di Riccardo Valla, Mondadori, 1995,  p. 378, ISBN 978-88-04-37649-1.